# Zyuzicosa
Zyuzicosa (Logunov, 2010) è un genere di ragni appartenente alla famiglia Lycosidae.

## Distribuzione
Le 10 specie sono diffuse in Asia centrale (Uzbekistan, Afghanistan, Kazakistan, Tagikistan): la specie dall'areale più vasto è la Z. turlanica, reperita in località dello Uzbekistan e del Kazakistan.

## Tassonomia
Per la determinazione delle caratteristiche di questo genere sono stati esaminati gli esemplari di Z. baisunica Logunov, 2010.
Non sono stati esaminati esemplari di questo genere dal 2021.
Attualmente, a dicembre 2021, si compone di 10 specie:
- Zyuzicosa afghana (Roewer, 1960) - Afghanistan
- Zyuzicosa baisunica Logunov, 2010[2] - Uzbekistan
- Zyuzicosa fulviventris (Kroneberg, 1875) - Uzbekistan
- Zyuzicosa gigantea Logunov, 2010 - Uzbekistan
- Zyuzicosa kopetdaghensis Logunov, 2012 - Turkmenistan
- Zyuzicosa laetabunda (Spassky, 1941) - Tagikistan
- Zyuzicosa nenjukovi (Spassky, 1952) - Tagikistan
- Zyuzicosa nessovi Logunov, 2012 - Kirghizistan
- Zyuzicosa turlanica Logunov, 2010 - Kazakistan, Uzbekistan
- Zyuzicosa uzbekistanica Logunov, 2010 - Uzbekistan

### Sinonimi
- Zyuzicosa zeravshanica Logunov, 2010; posta in sinonimia con Z. fulviventris (Kroneberg, 1875), a seguito di uno studio di Logunov (2012a)[1].